# Cynorkis lilacina
Cynorkis lilacina är en orkidéart som beskrevs av Henry Nicholas Ridley. Cynorkis lilacina ingår i släktet Cynorkis, och familjen orkidéer.

## Underarter
Arten delas in i följande underarter:
- C. l. curvicalcar
- C. l. lilacina
- C. l. boiviniana
- C. l. comorensis
- C. l. laxiflora
- C. l. pulchra
- C. l. tereticalcar